# Helichrysum aureum
Helichrysum aureum là một loài thực vật có hoa trong họ Cúc. Loài này được (Houtt.) Merr. mô tả khoa học đầu tiên năm 1938.